# Salzburške kristalinske Alpe
Salzburške kristalinske Alpe (nemško Salzburger Schieferalpen) so gorovje Vzhodnih Alp, v avstrijski zvezni državi Salzburg. So znotraj grauwacke cone ('sivkasta droba'), zato jih je mogoče šteti za del severnih apneniških Alp ali Centralno vzhodnih Alp.

## Geografija
Gorovje leži med Kitzbühelskimi Alpami (Tirolskimi kristalinskimi Alpami), nadaljevanjem grauwacke cone za jezerom Zell in reko Saalach na zahodu ter masivom Dachstein na vzhodu. Na severu meji na Berchtesgadenske Alpe, na jugu pa ga dolini reke Salzach in Enns ločujeta od Visokih in Nizkih Tur, ki sta del alpskega grebena. Salzburške kristalinske Alpe se raztezajo približno 60 kilometrov v smeri zahod-vzhod, od regije Salzburg Pinzgau, severno od Salzacha, do območja Pongau in ob reki Enns do meje s Štajersko.
Ta notranjealpska Mittelgebirge skupina, ki jo je imenovala Alpska klubska klasifikacija Vzhodnih Alp (AVE) na podlagi njene podložne kamnine, z geološkega vidika ne more biti dodeljena niti Severnim niti Srednjim Alpam, zato se ne uvršča v splošno tristransko delitev Vzhodnih Alp in je zato v literaturi različno obravnavana.

## Enote
S topografske perspektive obstajata dve podskupini, ločeni z reko Salzach, kjer se upogne proti severu blizu St Johanna im Pongau:
- gorovje Dienten (Dientener Berge), ki je v regiji znano kot skrilaste gore v pravem pomenu, ki tečejo od zahoda od Salzacha do jezera Zell in vključujejo masiv Hundstein (2117 m) in skupino Schneeberg-Hochglockner (Schneeberg-Hochglockner-Gruppe, (Schneebergkreuz 1938 m)
- gorovje Fritztal (Fritztaler Berge), ki poteka od vzhodno od Salzacha do štajerske meje in masiva Dachstein, vključno z:
  - Hochgründeck (1821 m nadmorske višine) v trikotniku, ki ga tvorijo Bischofshofen, St. Johann in Altenmarkt;
  - Rossbrand (1770 m nadmorske višine), ki poteka od Altenmarkta do prelaza Mandling blizu Radstadta;
  - Glutserberg, Halserberg in Ramsauerleiten, tri manjše regije, ki nadaljujejo Rossbrand do Schladminga;
  - Gerzkopf (1728 m nadmorske višine), severno od doline Fritztal, ki geološko spada v apneniško območje med Tennengebirge in Dachstein in je morfološko manj povezan z masivom Dachstein in bolj s svojo jugozahodno zunanjostjo.

## Severnotirolske Salzburške kristalinske Alpe
Zunaj zvezne dežele Salzburg se Tuxerske Alpe in Kitzbühelske Alpe ter vzhodna grauwacke cona do Dachsteina štejejo med skrilaste Alpe in jih tako imenujemo Severnotirolske Salzburške kristalinske Alpe ali jih preprosto imenujemo Skrilaste Alpe (nemško Schieferalpen).

## Geologija
Severni del Salzburških kristalinskih Alp je sestavljen iz Werfenskih plasti spodnjega triasa. Poleg tega je južno vznožje Tennengebirga (Werfen-St.-Martiner Schuppenzone) geološko del Skrilastih Alp, vendar jih skupina AVE izpušča. Po starejši razdelitvi Moriggl je meja potekala - geološko pravilna, vendar orografsko napačna, ob spremembi kamnin neposredno na južnem koncu Tennengebirge Lungötz - Werfenweng - Werfen v Salzach.
Južni del, s Hochgründeckom, Rossbrandom in Ramsauleitenom, spada v grauwacke cono in je nastal v paleozojski dobi. V teh plasteh najdemo baker, magnezij in grafit.
Južna meja je oblikovana z značilno spremembo Visokih in Nizkih Tur v obliki linije Salzach-Ennstal-Mariazell-Puchberg, ki se nadaljuje iz doline Salzach preko Wagrainer Höhe ter skozi kotlini Flachau in Radstadt preko prelaza Mandling do štajerske doline Enns in je del severnoalpske vzdolžne doline. Na zahodu pa Tursko okno ne meji na centralni gnajs, ampak na penninikum skrilavca, ki se zaradi različne narave v geomorfologiji bistveno razlikuje.